# Цуприков, Егор Игоревич
Егор Игоревич Цуприков (род. 27 мая 1997, Темиртау, Карагандинская область) — казахстанский футболист, вратарь клуба «Елимай».

## Клубная карьера
Футбольную карьеру начал в 2013 году в составе клуба «Булат-АМТ».
В 2018 году перешёл в «Шахтёр» Караганда. 22 сентября 2018 года в матче против кызылординского «Кайсара» дебютировал в казахстанской Премьер-лиге.

## Карьера в сборной
18 сентября 2015 года дебютировал за сборную Казахстана до 19 лет в матче против сборной Венгрии до 19 лет (0:4).

## Клубная статистика
| Клуб                    | Сезон                   | Лига | Лига | Кубки | Кубки | Еврокубки | Еврокубки | Итого | Итого |
| Клуб                    | Сезон                   | Игры | Голы | Игры  | Голы  | Игры      | Голы      | Игры  | Голы  |
| ----------------------- | ----------------------- | ---- | ---- | ----- | ----- | --------- | --------- | ----- | ----- |
| Булат-АМТ               | 2013                    | 2    | -4   | —     | —     | —         | —         | 2     | -4    |
| Булат-АМТ               | 2014                    | —    | —    | —     | —     | —         | —         | —     | —     |
| Булат-АМТ               | 2015                    | —    | —    | —     | —     | —         | —         | —     | —     |
| Булат-АМТ               | Итого                   | 2    | -4   | —     | —     | —         | —         | 2     | -4    |
| Шахтёр                  | 2016                    | 2    | -4   | 0     | 0     | —         | —         | 2     | -4    |
| Шахтёр                  | 2017                    | 0    | 0    | 1     | -2    | —         | —         | 1     | -2    |
| Шахтёр                  | 2018                    | 7    | -6   | —     | —     | —         | —         | 7     | -6    |
| Шахтёр                  | Итого                   | 9    | -10  | 1     | -2    | —         | —         | 10    | -12   |
| → Шахтёр М              | 2016                    | 9    | -7   | —     | —     | —         | —         | 9     | -7    |
| → Шахтёр М              | 2016                    | 9    | -15  | —     | —     | —         | —         | 9     | -15   |
| → Шахтёр М              | 2016                    | 15   | -11  | —     | —     | —         | —         | 15    | -11   |
| → Шахтёр М              | Итого                   | 33   | -33  | —     | —     | —         | —         | 33    | -33   |
| → Шахтёр-Булат          | 2019                    | 6    | -7   | —     | —     | —         | —         | 6     | -7    |
| → Шахтёр-Булат          | 2020                    | 5    | -12  | —     | —     | —         | —         | 5     | -12   |
| → Шахтёр-Булат          | Итого                   | 11   | -19  | —     | —     | —         | —         | 11    | -19   |
| Тобол                   | 2021                    | 0    | 0    | 1     | -4    | 0         | 0         | 1     | -4    |
| Тобол                   | Итого                   | 0    | 0    | 1     | -4    | 0         | 0         | 1     | -4    |
| → Тобол М               | 2021                    | 2    | -1   | —     | —     | —         | —         | 2     | -1    |
| → Тобол М               | Итого                   | 2    | -1   | —     | —     | —         | —         | 2     | -1    |
| Шахтёр                  | 2022                    | 1    | 0    | 2     | -5    | —         | —         | 3     | -5    |
| Шахтёр                  | 2023                    | 1    | -1   | 4     | -2    | —         | —         | 5     | -3    |
| Шахтёр                  | 2024                    | 20   | -39  | 1     | -4    | —         | —         | 21    | -43   |
| Шахтёр                  | Итого                   | 22   | -40  | 7     | -11   | —         | —         | 29    | -51   |
| Всего за «Шахтёр»       | Всего за «Шахтёр»       | 31   | -50  | 8     | -13   | —         | —         | 39    | -63   |
| → Шахтёр-Булат          | 2022                    | 9    | -22  | —     | —     | —         | —         | 9     | -22   |
| → Шахтёр-Булат          | Итого                   | 9    | -22  | —     | —     | —         | —         | 9     | -22   |
| Всего за «Шахтёр-Булат» | Всего за «Шахтёр-Булат» | 20   | -41  | —     | —     | —         | —         | 20    | -41   |
| Елимай                  | 2025                    | —    | —    | —     | —     | —         | —         | —     | —     |
| Елимай                  | Итого                   | —    | —    | —     | —     | —         | —         | —     | —     |
| Всего за карьеру        | Всего за карьеру        | 88   | -129 | 9     | -17   | —         | —         | 97    | -146  |